# Diego Velázquez
Diego Rodríguez de Silva y Velázquez (døbt 6. juni 1599, død 6. august 1660), ofte blot omtalt som Diego Velázquez, var hofmaler hos kong Filip 4.. Han var en af barokkens bedste portrætmalere. 
Velázquez blev født i Sevilla som barn af en sevillansk mor og en far med jødisk-portugisiske rødder. Allerede som 12-årig kom han i lære hos den kendte maler Francisco de Herrera el Viejo. På grund af uoverensstemmelser forlod Velázquez sin læreplads efter et år og begyndte at studere hos den manieristiske maler Francisco Pacheco. Det var her Velázquez fik sit kunstneriske udgangspunkt. Han blev desuden en god ven af Panchego.
I ( 1617) blev Velázquez som 18-årig selvstændig maler med eget værksted i Sevilla. Året efter giftede han sig med Panchegos datter Juana. I denne periode malede Velázquez især stilleben og naturalistiske motiver med chiaoscuristisk lysindfald (kendt fra fx Rembrandt) inspireret af Pachego, som igen var inspireret af italienske malere som Caravaggio. Kendt fra denne periode er El aguador de Sevilla (Den sevillanske vandbærer).
Det varede ikke længe, før han i 1623 rejste til Madrid for at blive kongelig maler. Det lykkedes efter flere forsøg. Han beholdt embedet til sin død i 1660.
Velázquez boede på kongeslottet og mødte den flamske kunstner Rubens, som arbejdede ved hoffet i Madrid. Rubens inspirerede Velázquez til det mytologiske maleri Los Borrachos (De Fordrukne), som indleder en helt ny periode for Velázquez.
Med ny inspiration drog han i 1629 til Italien for at studere renæssancekunsten og udveksle erfaringer med italienske kunstnere. Her tilegnede Velázquez sig helt ny viden og inspiration.
Han vendte tilbage til Madrid i 1631, hvor han malede flere mytologiske malerier og adskillige portrætter. 
Det er elegance og præcision, der dominerer hans malerier i denne periode. Malerierne bliver også mere vovede efter italiensk forbillede.
Da han vendte hjem til Madrid går han kort efter helt bort fra chiaoroscuro-stilen med dunkle billeder med kraftigt lysindfald på hovedpersonerne. I steder begynder han at male med stærke farver og opnår på den måde nogle langt livligere billeder.
I 1649 drager han atter på rejse til Italien, hvor han maler sit kendte portræt at pave Innocent X og bliver optaget i den fornemme Santiagoorden. Efter sin hjemkomst maler han sine største mesterværker som Las Meninas (Hofpigerne) og Las Hilanderas (Spinderskerne).
Velázquez døde 61 år gammel i Madrid. Hans kone Juana Pachego døde seks dage efter.
De vigtigste af hans værker hænger på Pradomuseet i Madrid.

## Galleri
- Diego Velázquez, Las Meninas (318 × 276 cm), Pradomuseet.
- Diego Velázquez, Venus med spejl, 1647-51
- Diego Velázquez, Væverskerne, 1657-58, Pradomuseet